# Peter Brynie Lindeman

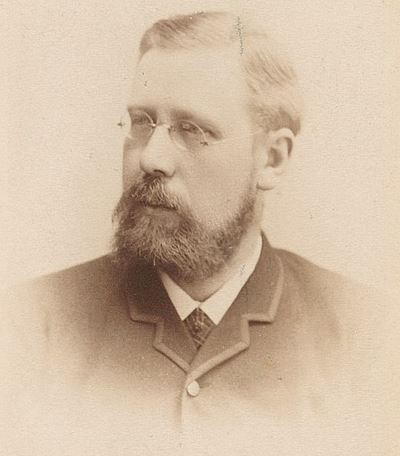

Peter Brynie Lindeman (* 1. Februar 1858 in Kristiania; † 1. Januar 1930 ebenda) war ein norwegischer Organist, Cellist und Komponist.
Lindeman studierte am Konservatorium Stockholm und später in Dresden bei Friedrich Grützmacher. 1880 wurde er Organist in Oslo. 1883 gründete er mit seinem Vater Ludvig Mathias Lindeman eine Musik- und Organistenschule, aus der später das Musikkonservatorium Kristiania hervorging.
Er komponierte Chor- und Kammermusik, sowie Werke für Orgel, Klavier, Flöte und Violine und trat als Autor einer Orgelschule und einer Modulationslehre hervor.